# Trincheiras militares do Caminho do Mar

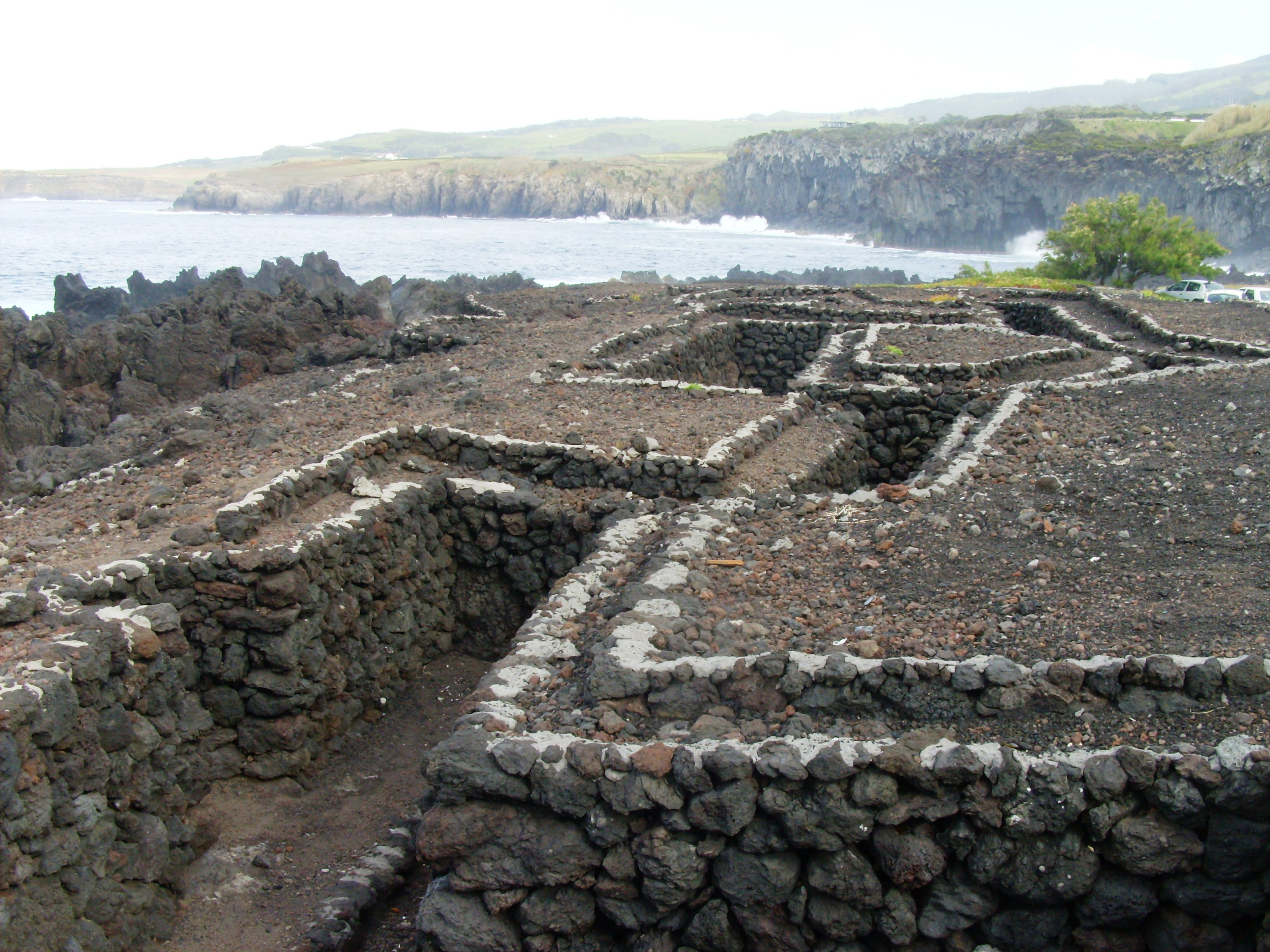
Trincheiras militares do Caminho do Mar, Biscoitos.

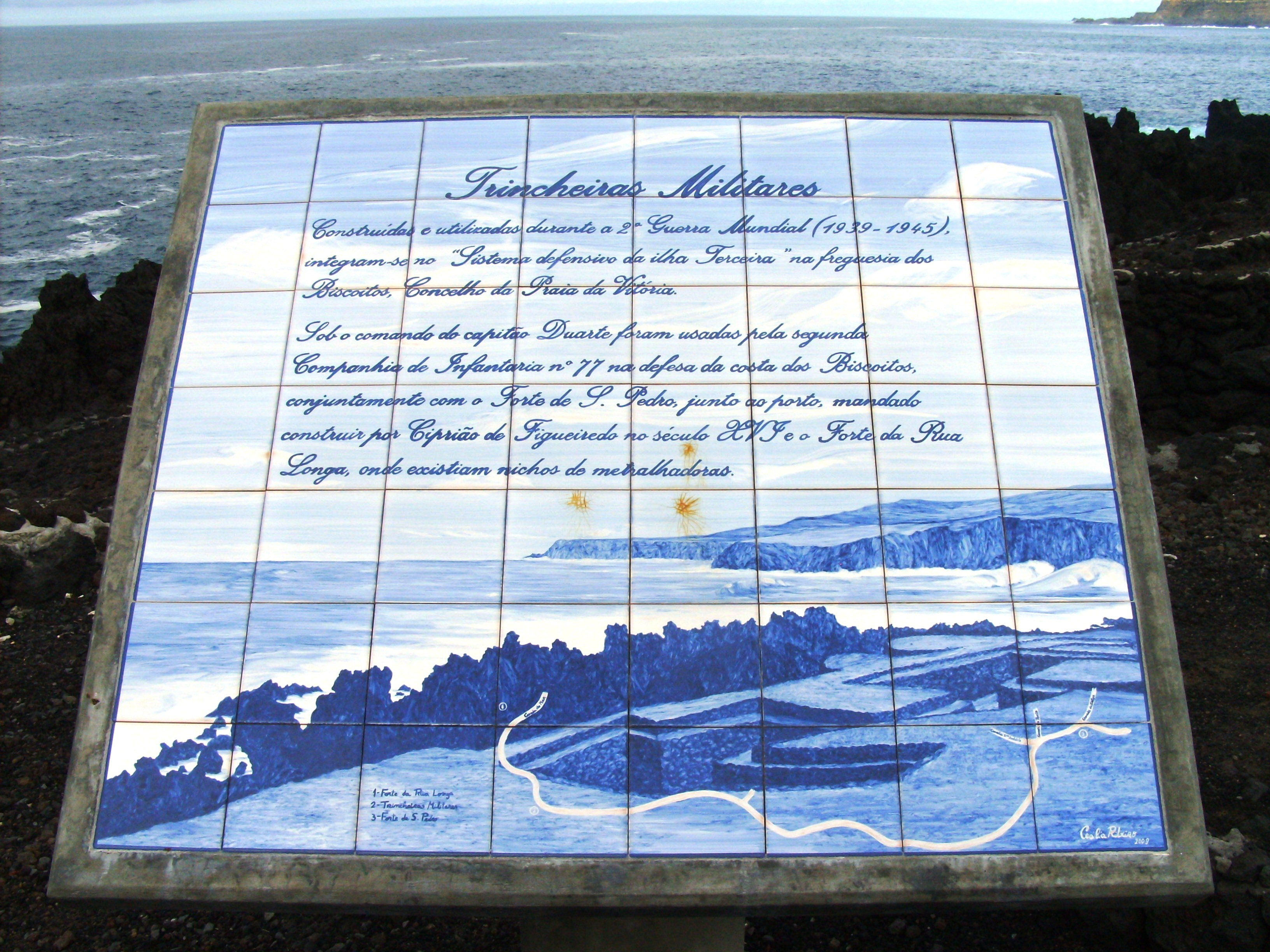
Trincheiras militares: painel de azulejos.

As trincheiras militares do Caminho do Mar localizam-se no Outeiro dos Lagadouros, na freguesia dos Biscoitos, concelho da Praia da Vitória, na costa norte da ilha Terceira, nos Açores.

## História
Estas trincheiras inscrevem-se no contexto da Segunda Guerra Mundial, fazendo parte do "Sistema Defensivo da ilha Terceira" durante aquele conflito.
Foram  abertas e utilizadas pela 2ª Companhia do Batalhão de Infantaria nº 77, sob o comando do capitão Duarte Militão, na defesa daquele trecho do litoral, cooperando com o Forte de São Pedro (junto ao porto) e o Forte da Rua Longa, onde foram instalados ninhos de metralhadoras à época.
O conjunto foi recuperado em nossos dias pela Junta de Freguesia dos Biscoitos, encontrando-se em bom estado.

## Características
Foram abertas no cascalho basáltico possuindo dois acessos nos extremos. À época estavam equipadas com metralhadoras ligeiras e pesadas, e morteiros.